# 美相县
美相县，中国古县名。
北周保定元年（561年）置，治所在今甘肃省临潭县，属洮州。唐朝贞观四年（630年），移治洪和城（今甘肃省临潭县东新城），为洮州治。后废。